# レーム＝サン＝ジョルジュ
レーム＝サン＝ジョルジュ（フランス語: Rhêmes-Saint-Georges [ʁɛm sɛ̃ ʒɔʁʒ]）は、イタリア共和国ヴァッレ・ダオスタ州にある、人口約200人の基礎自治体（コムーネ）。

## 地理

### 位置・広がり

#### 隣接コムーネ
隣接するコムーネは以下の通り。
- アルヴィエ
- アントロ
- レーム＝ノートル＝ダム
- ヴァルグリザンシュ
- ヴァルサヴァランシュ

## 行政

### 分離集落
レーム＝サン＝ジョルジュには、以下の分離集落（フラツィオーネ）がある。
- Chahoz, Coveyrand (capoluogo), Créton, Frassiney, La Fabrique, Les Cris, Les Cloux, La Barmaz, Mélignon, Mougnoz, Proussaz, Sarral, Vieux, Voix